# 南砂町駅
南砂町駅（みなみすなまちえき）は、東京都江東区南砂三丁目にある、東京地下鉄（東京メトロ）東西線の駅である。駅番号はT 15。

## 歴史
- 1969年（昭和44年）3月29日：開業。
- 2001年（平成13年）8月：3番出入口の供用開始。
- 2002年（平成14年）4月1日：3番出入口前に新砂あゆみ公園が開園。廃車となった営団5000系電車のモニュメントも設置[3]。
- 2004年（平成16年）4月1日：帝都高速度交通営団（営団地下鉄）民営化に伴い、当駅は東京地下鉄（東京メトロ）に継承される[4]。
- 2007年（平成19年）3月18日：ICカード「PASMO」の利用が可能となる[5]。
- 2015年（平成27年）6月5日：発車メロディを導入[6]。
- 2024年（令和6年）
  - 5月11日 - 5月12日：当駅の駅改良工事による第1回目の線路切り替え工事を実施[7]。当駅を含む東陽町駅 - 西葛西駅間が同2日間終日運休となり、代行バスが運行された[7]。
  - 5月13日：新設された2番線ホームの供用開始[7]。
- 2027年（令和9年）度：大規模改良工事が終了（予定）[8]。

## 駅構造
2面2線を有する地下駅。開業時から長らく1つのホーム（島式1面2線）であったが、2面3線化に向けて、2024年に中野方面のホームを増設した。東西線の快速通過駅では唯一の地下駅である。
曲線上にあり、ホームから西船橋方面を望むとトンネル出口が見える。トンネルの出口に近く、周辺の宅地化も進んでいるため、線路には地上区間の駅と同様に騒音を抑えるためのバラストが敷かれている。
出入口は、西側に1ヶ所と中央に2ヶ所、併用休止中の東側に3ヶ所、計6ヶ所ある。エレベーターやエスカレーター、バス・タクシー乗り場などは出口3または出口5にあり、駅事務室は1番出入口にある。
建設当時、当駅の大部分が洲崎川（後年に埋め立て）の直下に位置しており、河底下の極軟弱層での施工が困難であったため、中野寄りの一部分を開削工法で、中央部から西船橋寄りの大部分を地上で構造物を構築し、掘削しながら地下に沈めていくニューマチックケーソン工法（潜函工法）で施工が行われている。
潜函施工部は、河川内に締切築島を設けて13函のケーソン（潜函、1函の長さ23.5 - 26.5 m）を構築したが、駅中央付近（7号・8号潜函の間、延長21.25 m）の放流渠（ほうりゅうきょ）がある場所は潜函工法が使用できないため、開削工法（逆巻工法）で施工した。

### のりば
| 番線 | 路線   | 行先                           |
| ---- | ------ | ------------------------------ |
| 1    | 東西線 | 西船橋・津田沼・東葉勝田台方面 |
| 2    | 東西線 | 中野・三鷹方面                 |

（出典：東京メトロ:構内図）

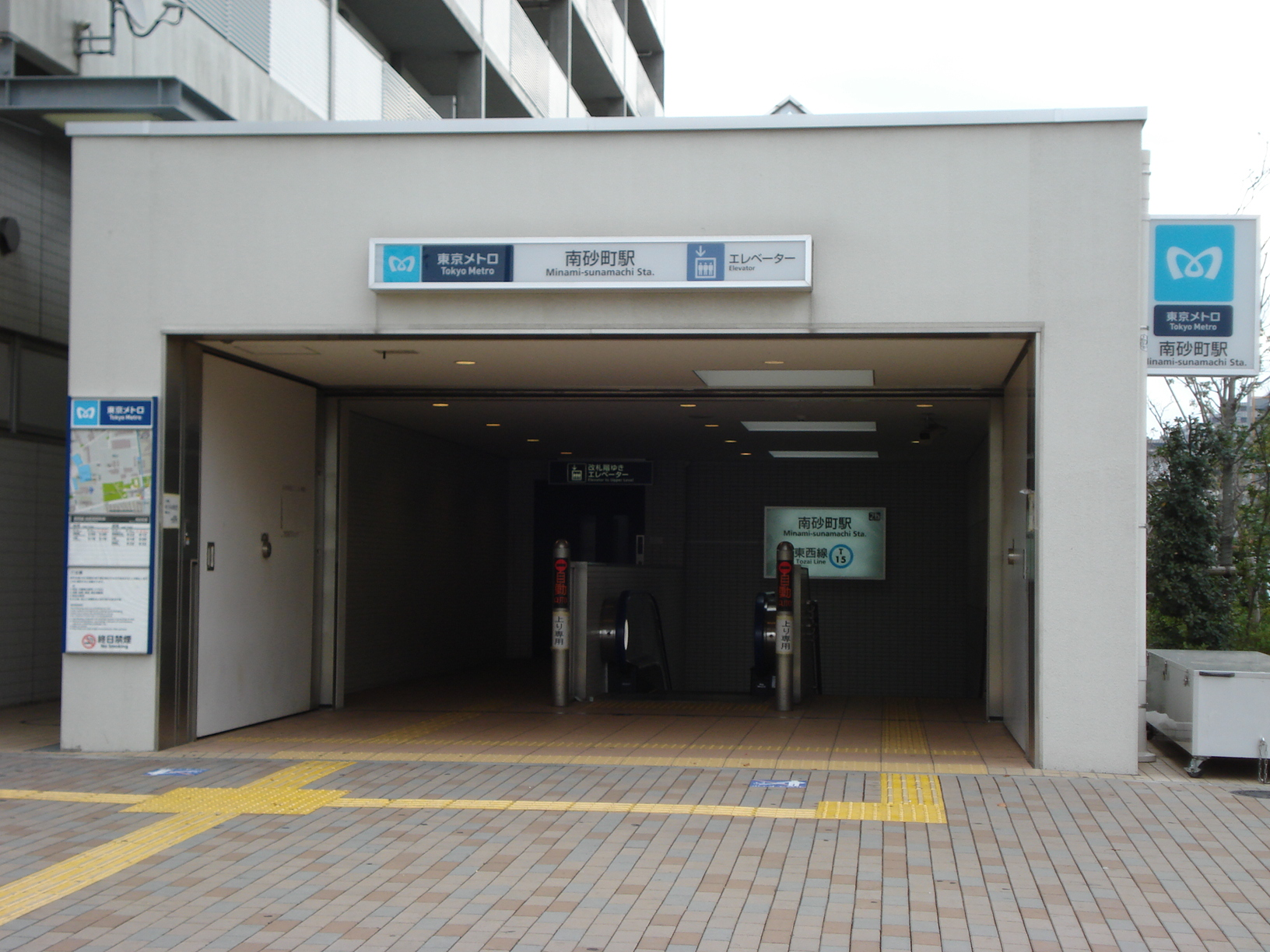
2b番出入口(工事に伴い現在は供用休止中[12])
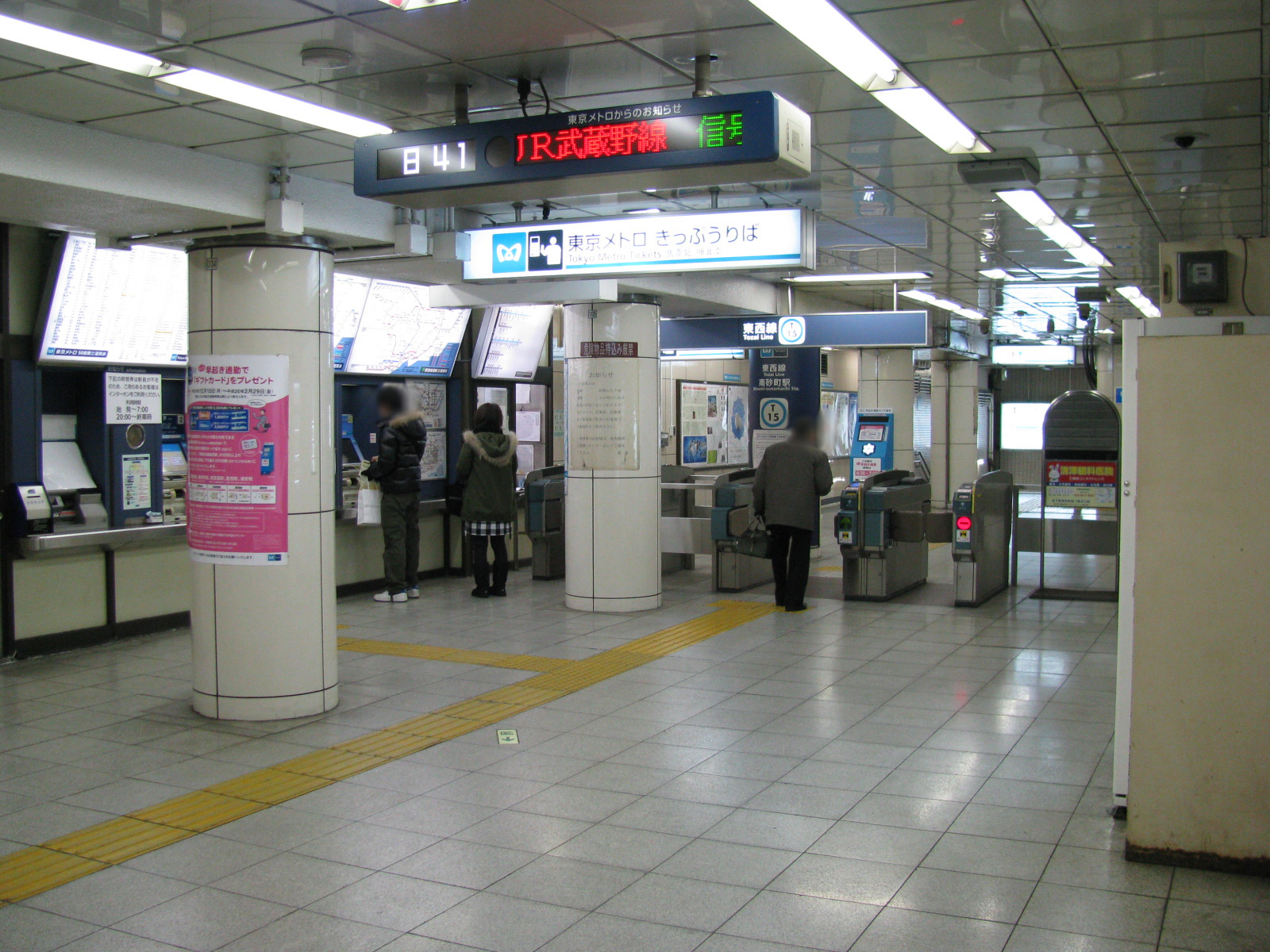
改札口(2024年5月10日まで供用、現在は廃止[12])
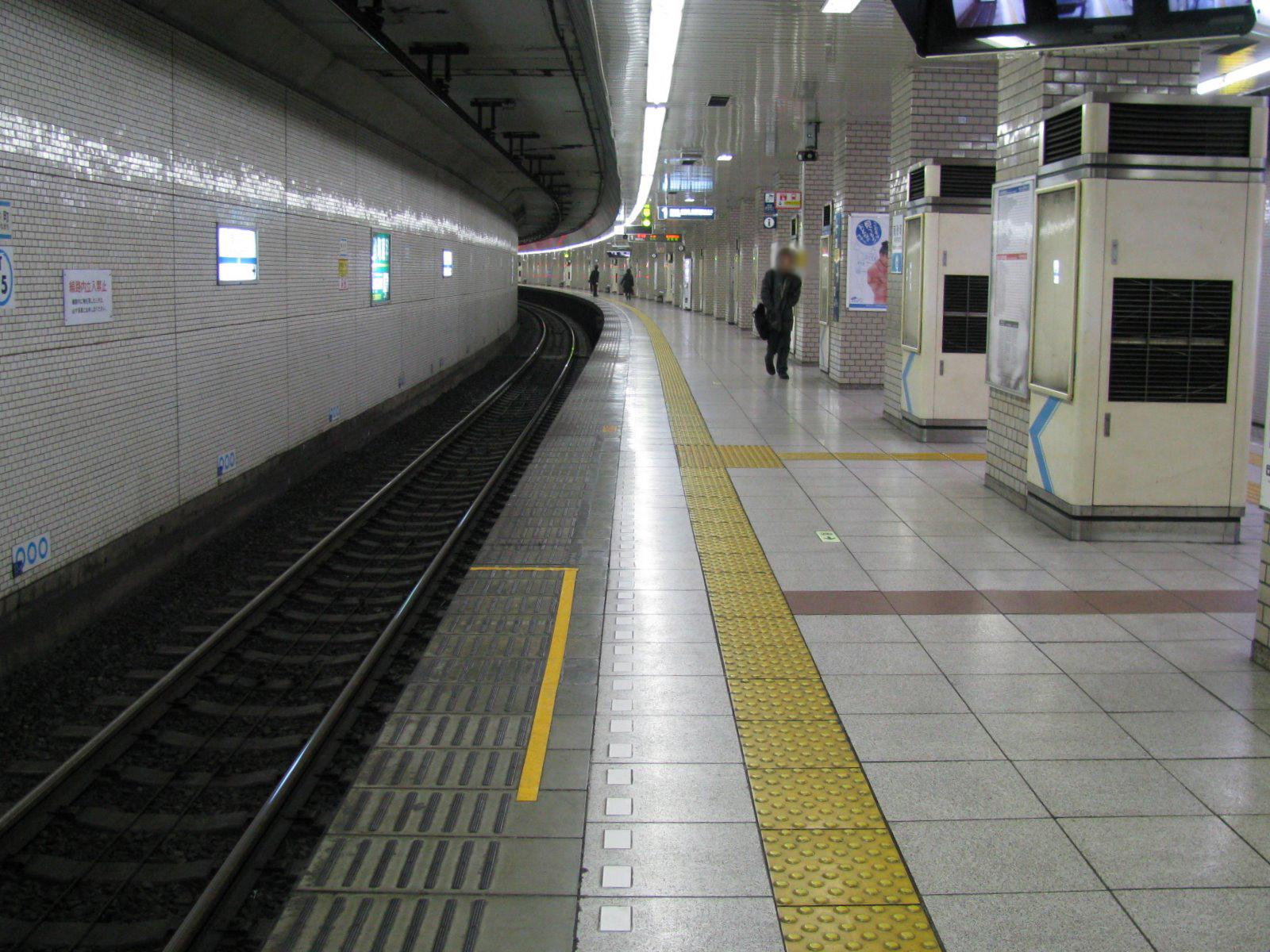
ホーム(工事前)
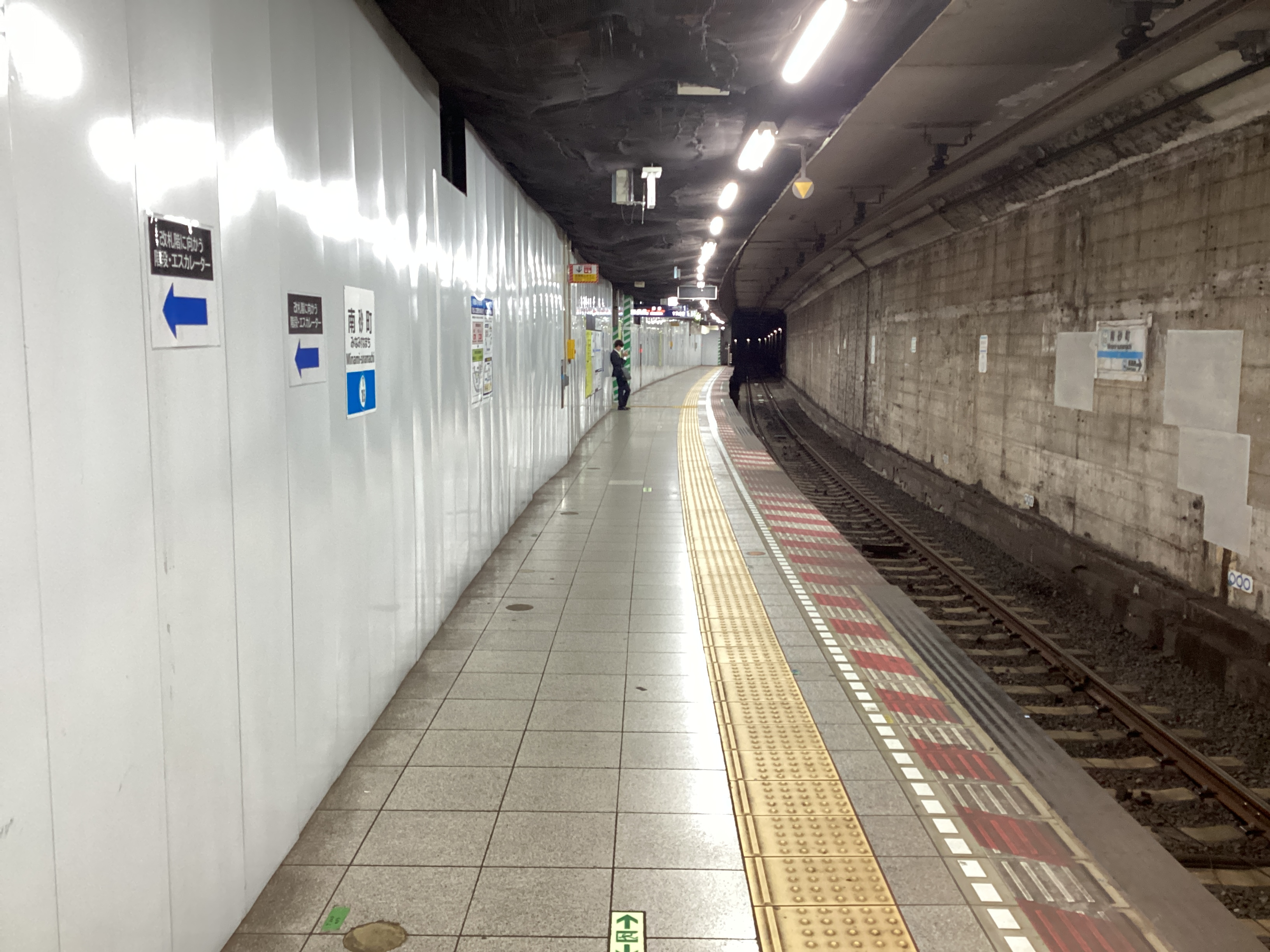
第一回切り替え工事後の1番線ホーム(2024年5月24日)
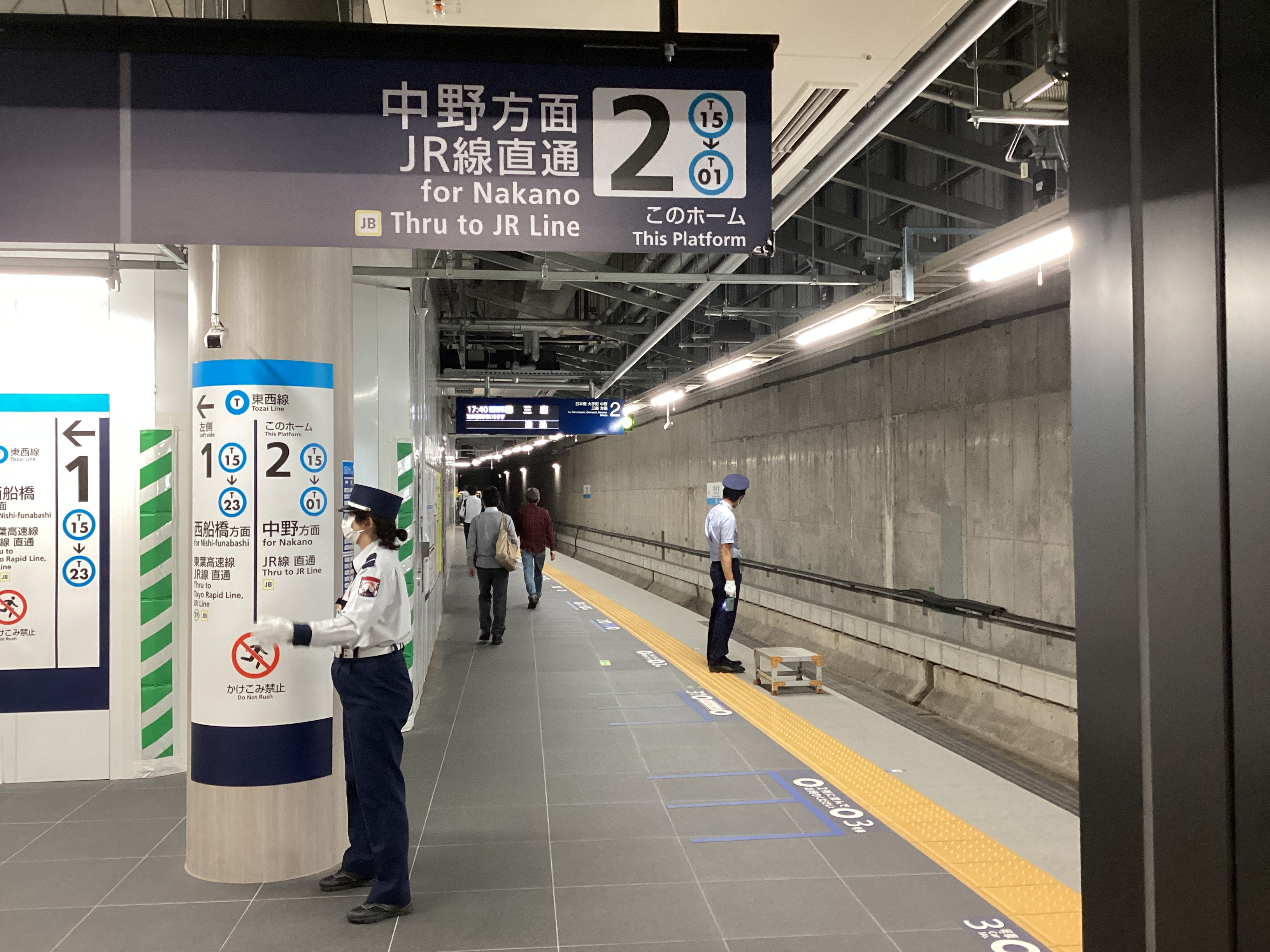
第一回切り替え工事後の2番線ホーム(2024年5月24日)

### 発車メロディ
2015年6月5日から向谷実作曲の発車メロディ（発車サイン音）を使用している。
曲は1番線が「A Day in the METRO」、2番線が「Beyond the Metropolis」である（詳細は東京メトロ東西線#発車メロディを参照）。

### 大規模改良工事

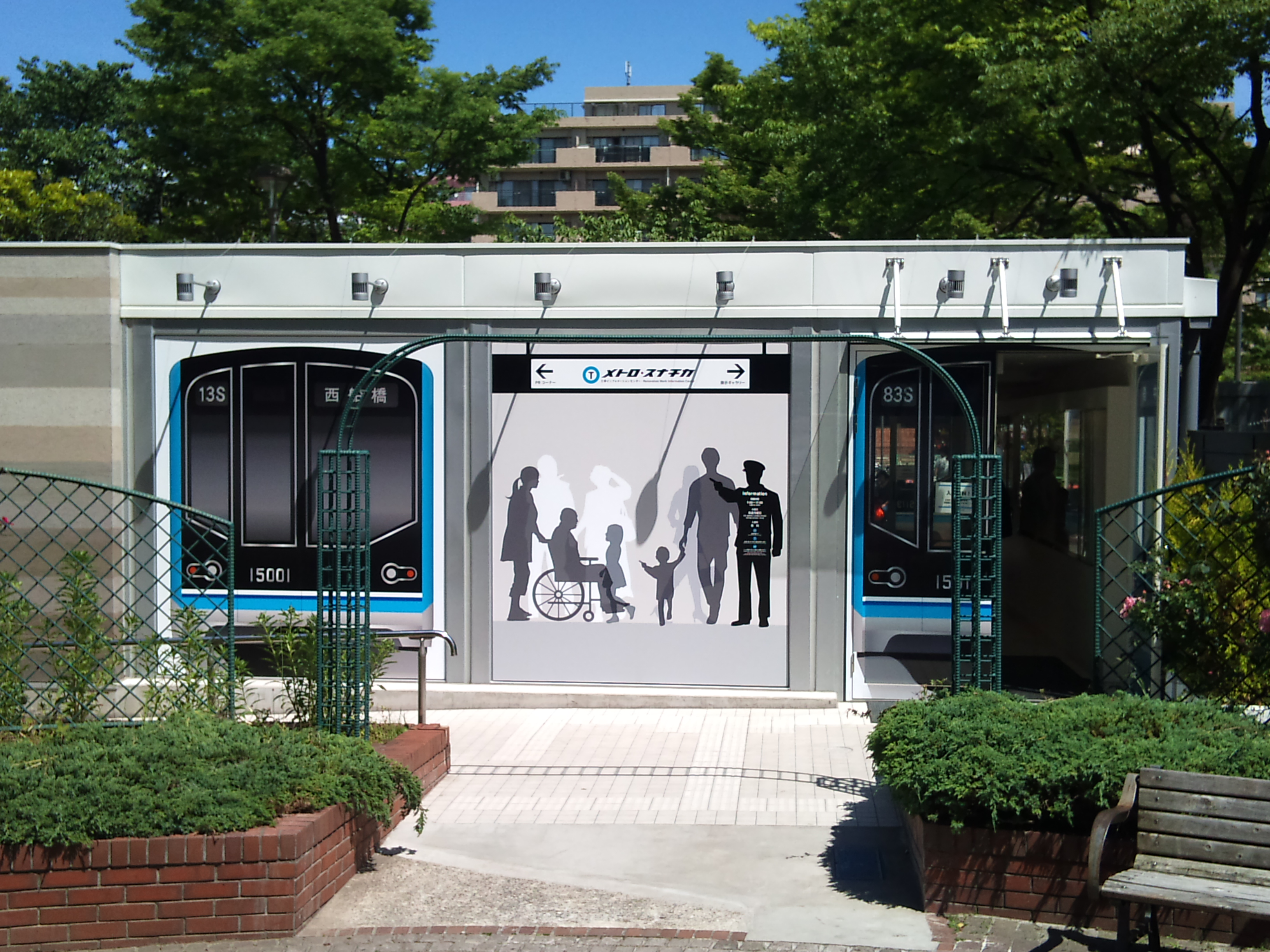
メトロ・スナチカ（2021年より臨時休業中）

2011年3月に、東京メトロは現行のホームの南側にホーム1面と線路1線を増設し、駅の構造を中線を備えた島式2面3線構造に改める計画が発表された。2面3線化工事が行われることにより、朝ラッシュ時間帯に中野方面行き列車の相互発着を実施して後続列車への遅延波及を防止することや異常時に当駅での折り返し運転を可能にして不通区間の短縮を図る。この工事では、線路とホームの増設だけでなく、既存ホームの拡幅や、現在ホームの両端の上階にある改札口を中央に移設するとともにコンコースを大幅に拡張する計画となっている。着工前の段階では2020年度完成予定とされていたが、江戸以来の埋立地である江東区は超軟弱地盤であり、工事中に既設トンネルの沈下、隆起を防ぐための地盤改良工事が難航したことに加え、地中に工事の障害となる廃材が多数埋まっていたことから工事が遅れ、後に2027年度完成予定へ変更されている。
2014年3月に広報施設「メトロ・スナチカ」（北緯35度40分7.4秒 東経139度49分56.6秒 / 北緯35.668722度 東経139.832389度）が駅前に開設された。
なお、新型コロナウイルス感染症（COVID-19）流行の影響による輸送人員の減少を受けて、当初予定していた動く歩道の設置の中止や出入口の増設数を一部見直している。

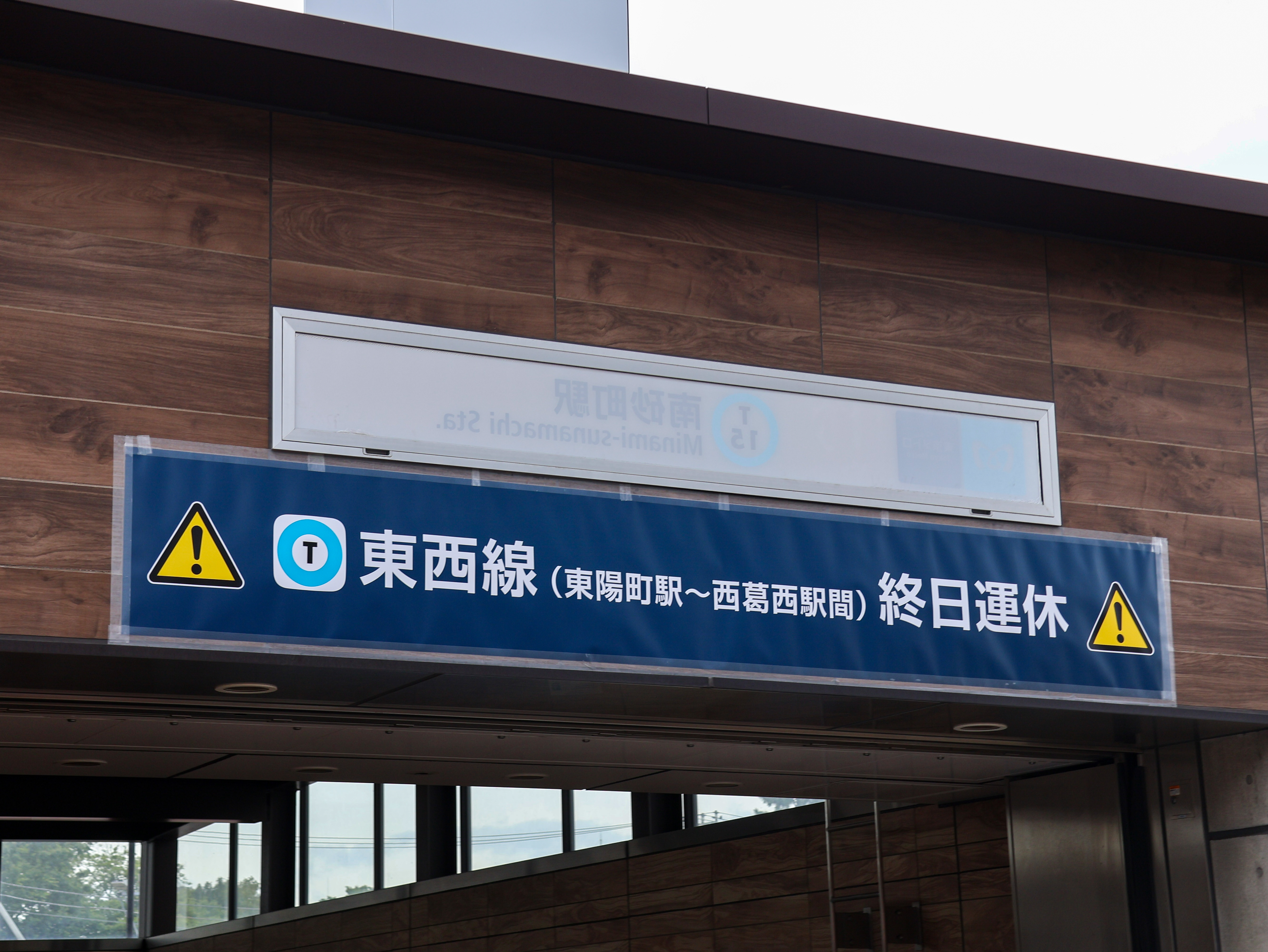
東西線線路切替工事に伴う運休当日の出入口の表記（2024年5月12日）

改良工事では計3回の線路切り替え工事が予定されている。1回目は2024年5月11日から5月12日にかけて行われ、東陽町駅 - 西葛西駅間が終日運休した。東京メトロによると、2回目も運休を伴う工事になるものの、3回目は運休を伴わないものになる見込みとなっている。

## 利用状況
2024年度の1日平均乗降人員は59,562人であり、東京メトロ全130駅中62位。
近年の1日平均乗降・乗車人員推移は下表の通り。
| 年度               | 1日平均 乗降人員 | 1日平均 乗車人員 | 出典     |
| ------------------ | ---------------- | ---------------- | -------- |
| 1990年（平成02年） |                  | 16,427           | [ * 1 ]  |
| 1991年（平成03年） |                  | 16,716           | [ * 2 ]  |
| 1992年（平成04年） |                  | 16,638           | [ * 3 ]  |
| 1993年（平成05年） |                  | 16,255           | [ * 4 ]  |
| 1994年（平成06年） |                  | 16,493           | [ * 5 ]  |
| 1995年（平成07年） |                  | 17,093           | [ * 6 ]  |
| 1996年（平成08年） |                  | 17,310           | [ * 7 ]  |
| 1997年（平成09年） |                  | 17,255           | [ * 8 ]  |
| 1998年（平成10年） |                  | 17,312           | [ * 9 ]  |
| 1999年（平成11年） |                  | 17,046           | [ * 10 ] |
| 2000年（平成12年） |                  | 17,997           | [ * 11 ] |
| 2001年（平成13年） |                  | 18,827           | [ * 12 ] |
| 2002年（平成14年） | 38,608           | 19,466           | [ * 13 ] |
| 2003年（平成15年） | 40,953           | 20,730           | [ * 14 ] |
| 2004年（平成16年） | 43,201           | 21,540           | [ * 15 ] |
| 2005年（平成17年） | 45,442           | 22,649           | [ * 16 ] |
| 2006年（平成18年） | 49,507           | 24,523           | [ * 17 ] |
| 2007年（平成19年） | 52,660           | 26,358           | [ * 18 ] |
| 2008年（平成20年） | 55,733           | 27,970           | [ * 19 ] |
| 2009年（平成21年） | 57,576           | 28,581           | [ * 20 ] |
| 2010年（平成22年） | 57,328           | 28,547           | [ * 21 ] |
| 2011年（平成23年） | 56,930           | 28,495           | [ * 22 ] |
| 2012年（平成24年） | 58,762           | 29,213           | [ * 23 ] |
| 2013年（平成25年） | 61,014           | 30,414           | [ * 24 ] |
| 2014年（平成26年） | 62,151           | 30,907           | [ * 25 ] |
| 2015年（平成27年） | 62,257           | 30,910           | [ * 26 ] |
| 2016年（平成28年） | 61,102           | 30,307           | [ * 27 ] |
| 2017年（平成29年） | 61,001           | 30,236           | [ * 28 ] |
| 2018年（平成30年） | 61,597           | 30,529           | [ * 29 ] |
| 2019年（令和元年） | 60,969           | 30,268           | [ * 30 ] |
| 2020年（令和02年） | 47,923           |                  |          |
| 2021年（令和03年） | 49,803           |                  |          |
| 2022年（令和04年） | 54,476           |                  |          |
| 2023年（令和05年） | 58,300           |                  |          |
| 2024年（令和06年） | 59,562           |                  |          |

## 駅周辺
駅周辺では再開発が進行しており、オフィスビル・大型商業施設・マンション等が立地しているが、現在でも一部に未利用の都有地等がある。なお、従来の街の中心地は駅の北方面にあり、大型商業施設・トピレックプラザや江東区役所南砂出張所、江東区立江東図書館等の施設が南砂６丁目に立地している。

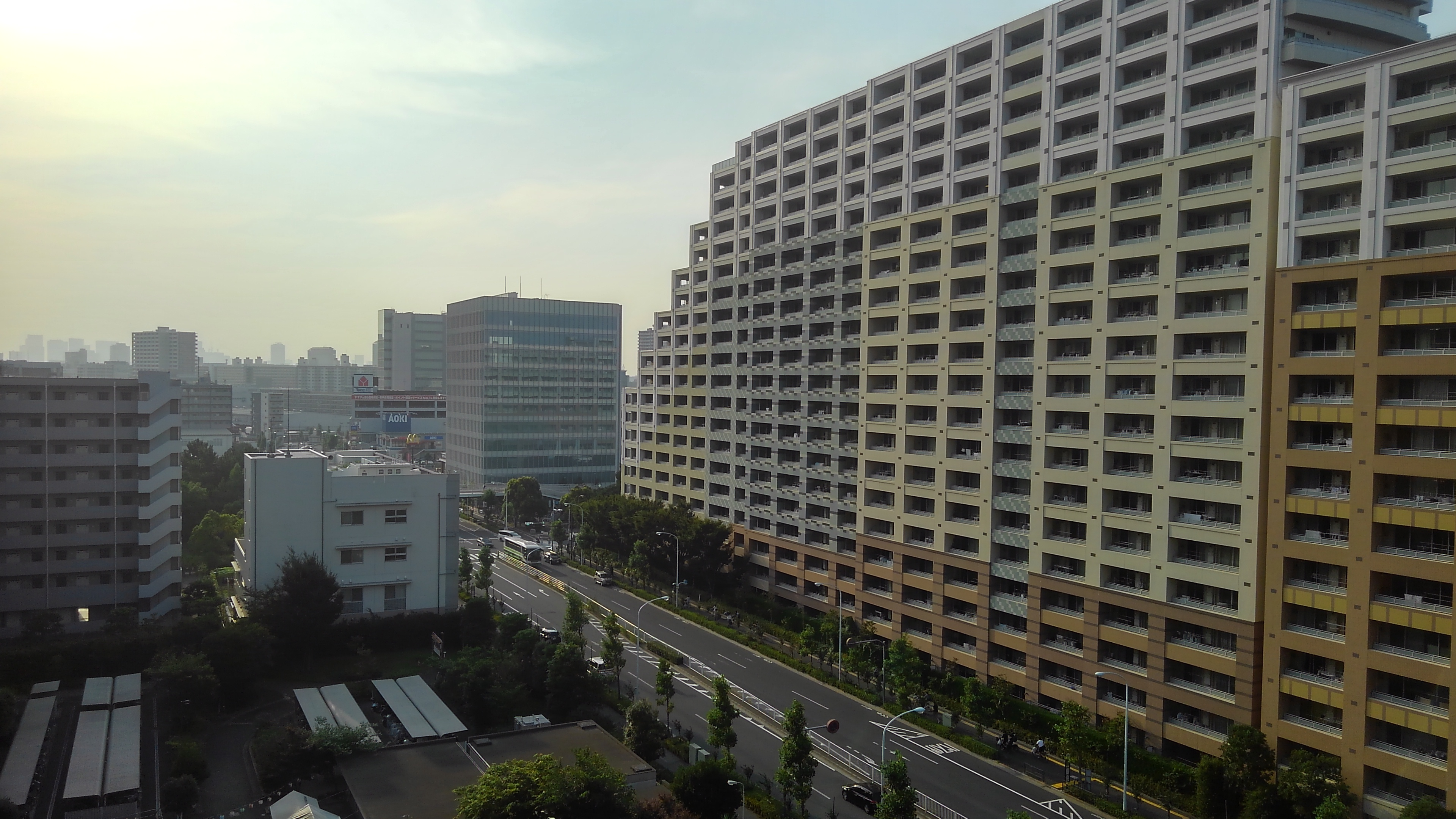
南砂町駅東口周辺
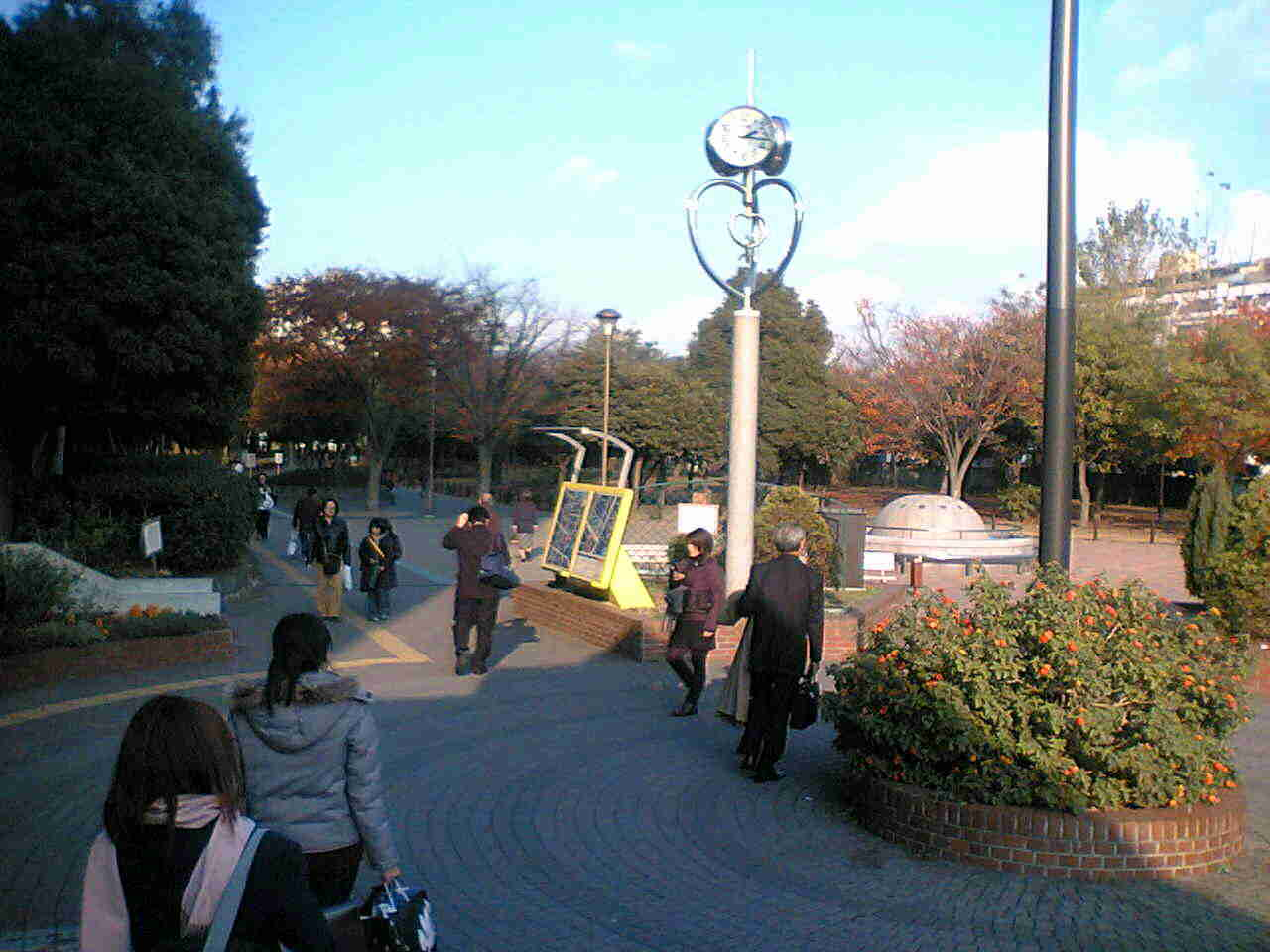
南砂町駅前公園
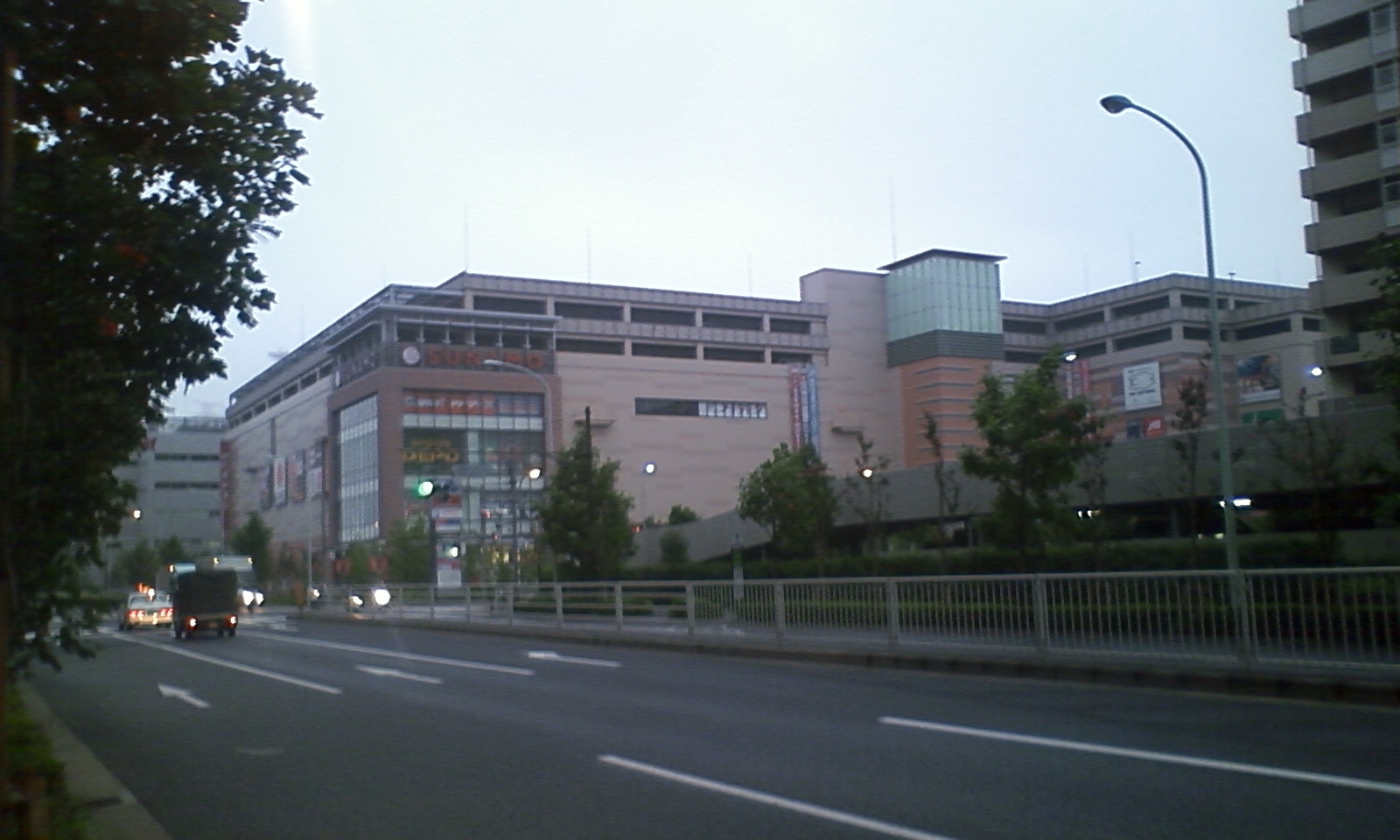
南砂町ショッピングセンターSUNAMO
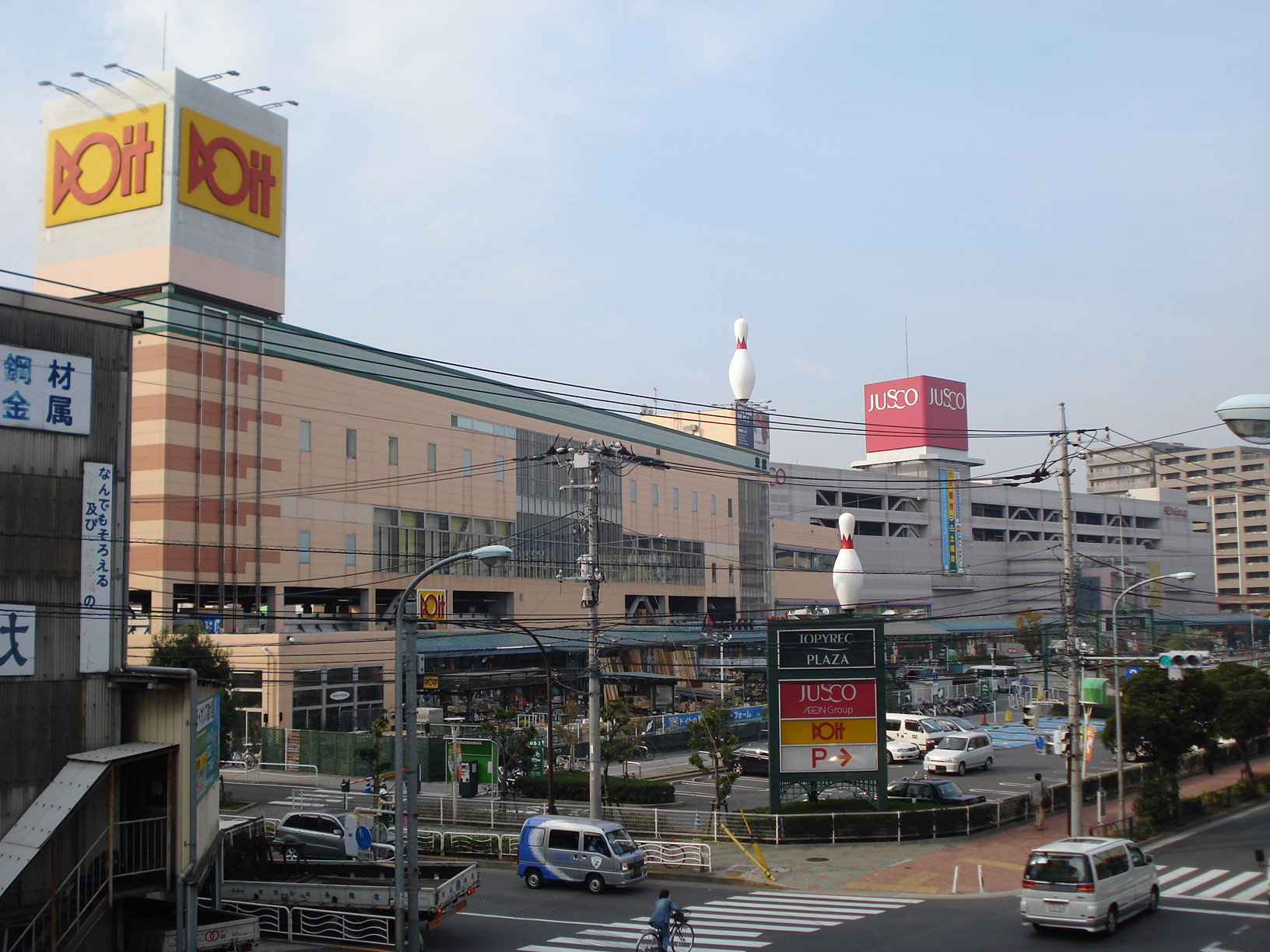
トピレックプラザ
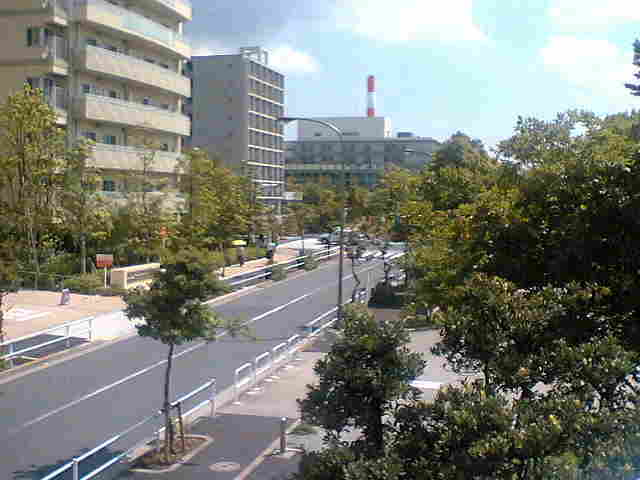
再開発地域周辺の街並み
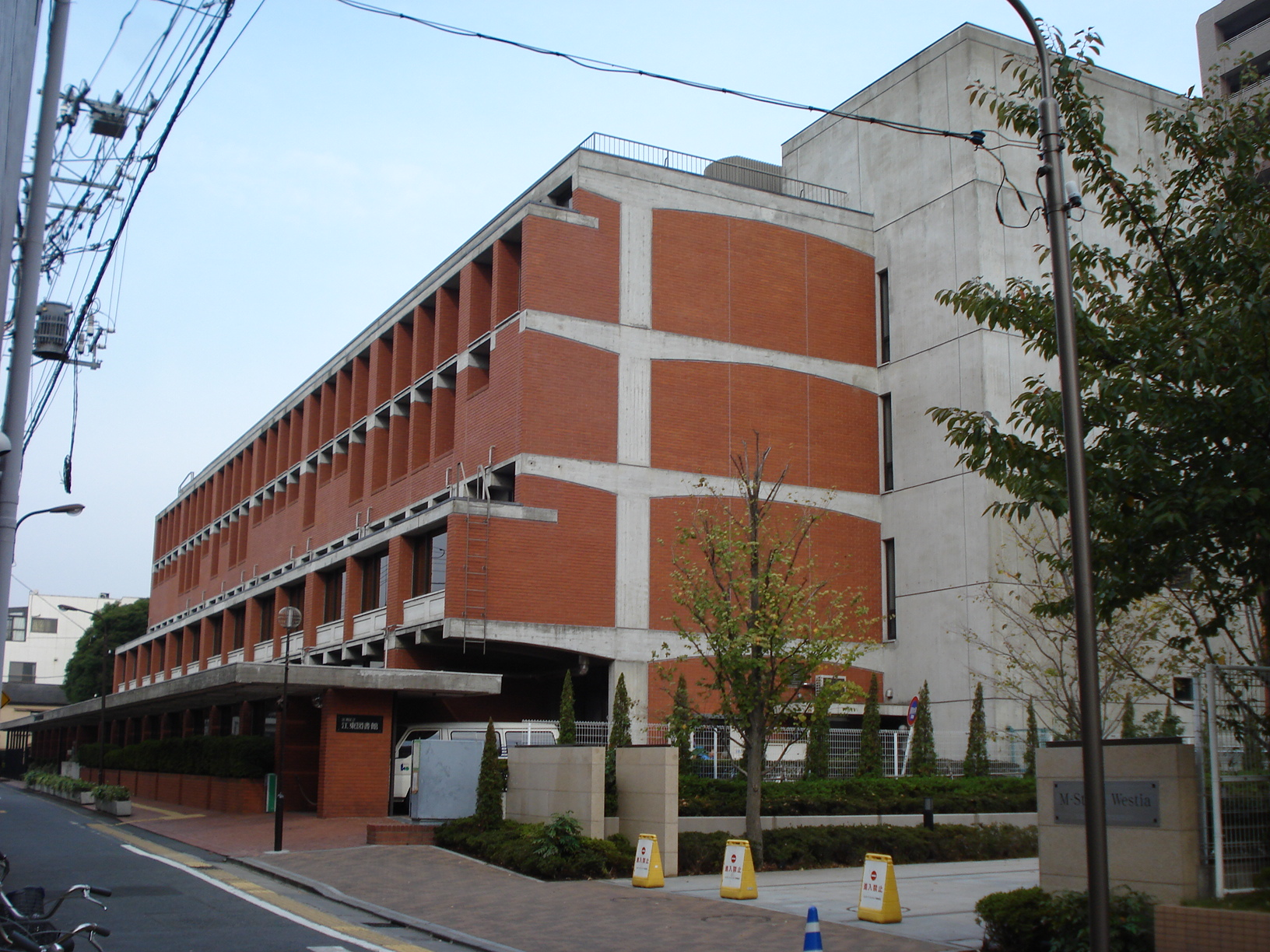
江東区立江東図書館

### 1番出口
駅事務室を有する出口であるが、移設前はエスカレーターやエレベーターがなく、自動改札機の通路数も東口より少なかった。地上に出てもバス・タクシー乗り場はない。移設前の出口は2024年5月10日終電で廃止され、線路切替工事による運休後の同年5月13日始発より、道路を挟んで反対側に設けられた新出口が出口1として供用開始され、エスカレーターやエレベーターが設置された。。
- 東京消防庁城東消防署砂町出張所
- 江東区城東南部保健相談所
- 東京都土木技術研究所
- 東京都環境技術研究所
- 藤崎病院
- 仙台堀川公園
- 江東南砂郵便局
- ニトリ 南砂店
- ヤマダデンキ YAMADA web.com 江東新砂店
- ヤマダデンキ ヤマダアウトレット南砂店
- ゴールドジム
- 砂町銀座商店街（徒歩15分）
- 仙気稲荷通り商店街
- アシックスジャパン本社
- SGホールディングス 東京本社
- 佐川急便 東京本社
- 三越伊勢丹通信販売
- ロックペイント 東京支社
- 日経統合システム 本社
- 日曹橋バス停（徒歩4分）

### 出口4･5
線路切替工事による運休後の2024年5月13日始発より東側出口として新設された出口4及び出口5が供用開始された。
出口4には改札階と地上を結ぶエスカレーター、出口5にはエレベーターが設置されている。バス停留所やタクシー乗り場のロータリーは道路を挟んだ反対側に設置され、徒歩5分圏内に複合商業施設や公共施設が存在する。こちらは出口1よりも利用者が多い。
- 新たに併設された5番出口
- 駅中央部に作られた新改札口

- 江東区役所 南砂出張所
- 江東区南砂区民館
- 江東区立江東図書館（中央館）
- 東京都立東高等学校
- 富賀岡八幡宮
- 仙台堀川公園
- 荒川砂町水辺公園
- 江東南砂六郵便局
- 江東南砂北郵便局
- 砂町銀座商店街（徒歩15分）
- 元八幡通り商店街
- ワイズマート
- 砂町魚釣り場
- 東砂ビル
- 公益財団法人東京タクシーセンター
- 南砂六丁目バス停（徒歩4分）
トピレックプラザ（複合商業施設）
  - イオン 南砂店
  - コーナンドイト 南砂店
  - ラウンドワン 南砂店
- 江東区子ども家庭支援センター
- 南砂地下駐輪場
- みどり団地バス停（徒歩3分）

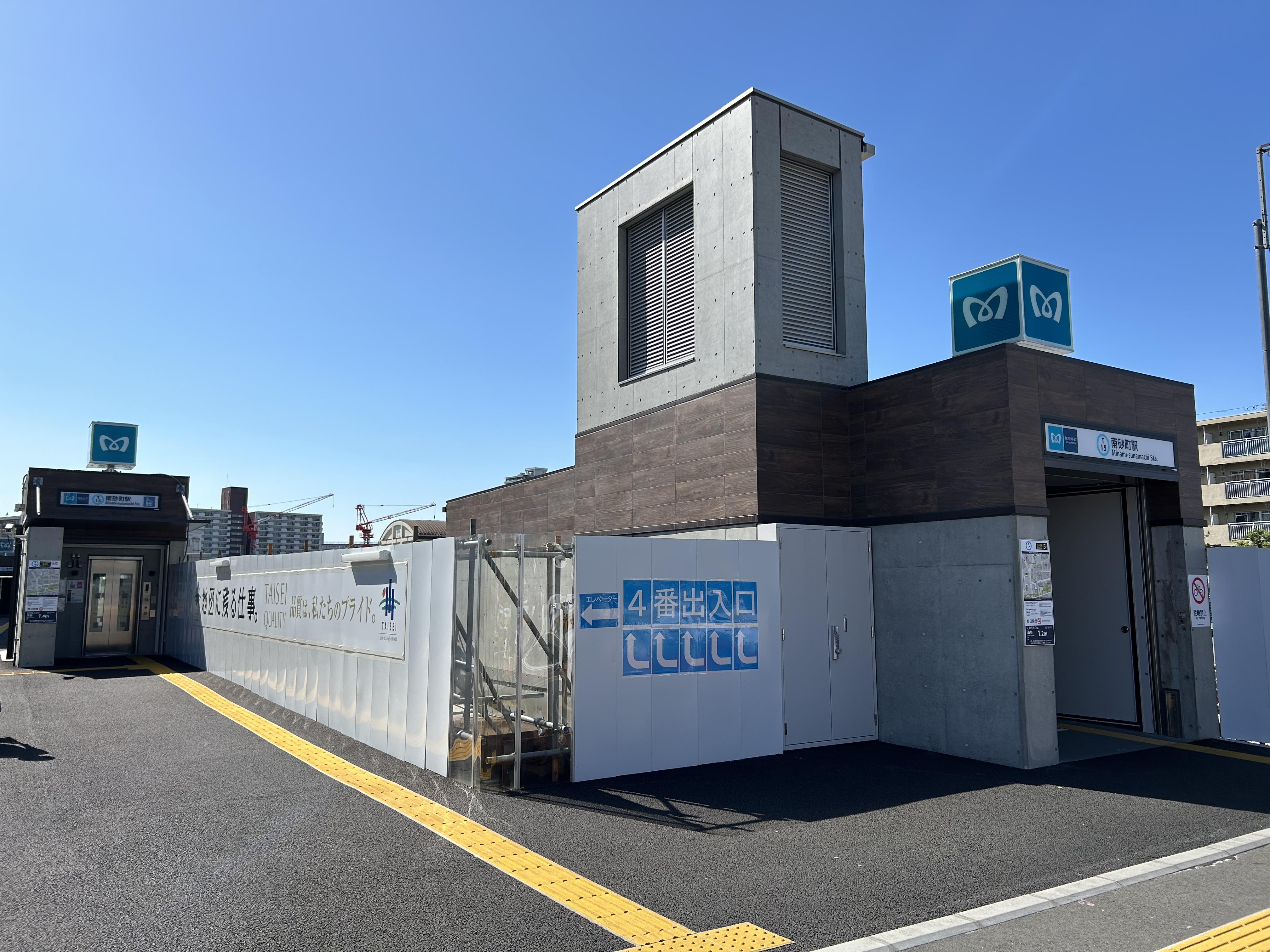
新たに併設された5番出口
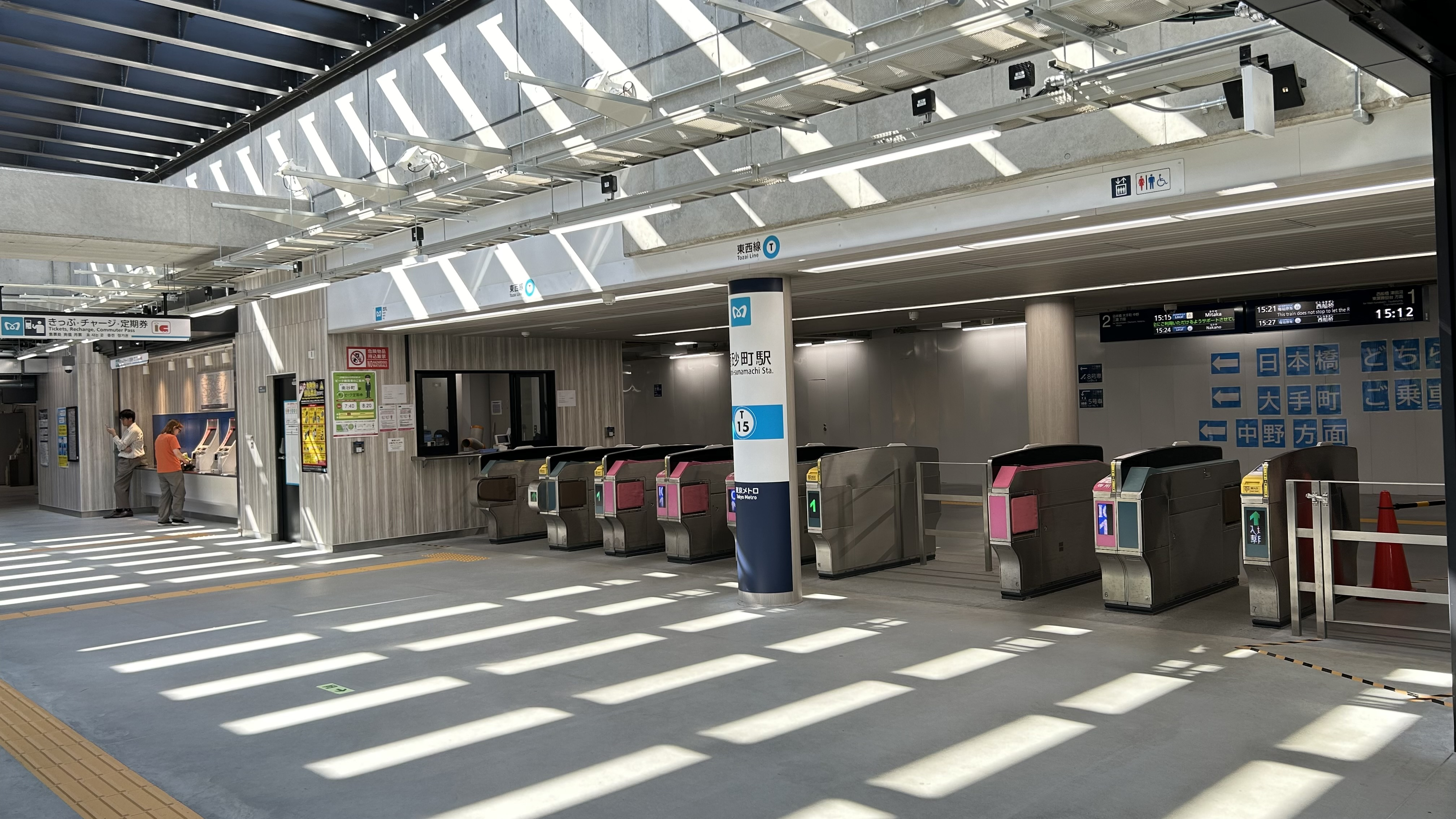
駅中央部に作られた新改札口

- 順天堂大学医学部附属順天堂東京江東高齢者医療センター（病院）
- 東京都立東部療育センター（重度心身障害児施設）
- メディケアイースト（介護老人保健施設）
- 三井陽光苑（特別養護老人ホーム）
- 新砂あゆみ公園
- 新砂のぞみ公園
- 新砂めぐみ公園
- 東京国際郵便局
- 東京都下水道局砂町水再生センター
- 南砂町ショッピングセンターSUNAMO（大型複合商業施設）
  - イオンフードスタイル 南砂町スナモ店[注 4]
  - カインズ
  - フタバ図書
  - コジマ
  - スポーツデポ
  - ドゥ・スポーツプラザ
  - アドアーズ
- アルカナール南砂（駅前小型商業施設飲食店・診療所・保育園など）
- 東京湾マリーナ
- 新砂運動場
- ソフトバンク 東京イースト新センター
- プロロジス東京II
- 日本メジフィジックス本社
- 新砂ネットワークセンター
- 南砂町駅前バス停
- 南砂町駅入口バス停
- 南砂町駅タクシー乗り場

### 休止中の出口
出口2a･2b･3は改良工事着手のためすべて2024年5月10日終電で供用休止した。休止される代替で新たに出口4･5が新設され、同出口は丸八通りを渡った側に設けられ、出口4が丸八通りから見て奥側、出口5が手前側に位置する。

### 駅周辺の再開発
当駅周辺では、以前の工場・倉庫地帯であった31 haの土地に医療施設や公園、大規模商業施設や大型集合住宅を建設する再開発が行われており、当地への永代通り・丸八通りの延伸をきっかけに本格的に開始された。
この計画により対象地域の大部分を占める新砂三丁目は変化し、南砂町ショッピングセンターSUNAMOをはじめ、大規模高層住宅や医療・福祉の複合施設（高齢者医療センターなど）などが完成した。周辺の公園も再整備が進んでいる。
この計画は一時変更や縮小などがあったが、前記したように2008年10月9日に3番出口から徒歩5分ほどの場所に三菱地所の大規模商業施設「SUNAMO」がオープンした。また、江東区の「長期的な構想」と位置付けられつつも、亀戸駅 - 西大島駅 - 南砂町駅 - 新木場駅間においてLRT（新型路面電車）の新線計画も存在する。

### バス路線
最寄りのバス停留所は、丸八通り上にある「南砂町駅前」と、永代通り上および区道上にある「南砂町駅入口」であり、都営バス（東京都交通局）の以下の路線が乗り入れる。
なお、陽20系統は上下線とも江東高齢者医療センター回りの循環ルート（一方通行）を経由するため、東大島駅前行は「南砂町駅入口（11番のりば）→（中略）→南砂町駅前（1番のりば）」の順、東陽町駅前行は「南砂町駅前（2番のりば）→南砂町駅入口（11番のりば）→（中略）→南砂町駅入口（3番のりば）」の順に停車する。
| のりば       | 系統・行先                                                             | 備考              |
| 南砂町駅前   | 南砂町駅前                                                             | 南砂町駅前        |
| ------------ | ---------------------------------------------------------------------- | ----------------- |
| 1            | - 亀23：亀戸駅前 - 陽20：東大島駅前                                    |                   |
| 2            | - 亀23：江東高齢者医療センター（循環） - 陽20：東陽町駅前              |                   |
| 南砂町駅入口 |                                                                        |                   |
| 3            | - 錦22：錦糸町駅前 - 陽20：東陽町駅前 - 両28：両国駅前                 | 「両28」は1本のみ |
| 4            | 錦22・両28：臨海車庫                                                   | 「両28」は1本のみ |
| 11           | - 陽20：東大島駅前 / 東陽町駅前 - 亀23：江東高齢者医療センター（循環） |                   |

このほか、「南砂町駅前」の北隣である陽20系統・亀23系統の「南砂三丁目みどり団地前」（5・6番のりば）、駅北側の元八幡通り上にある亀21系統の「学校通り」「南砂六丁目」（7 - 10番のりば）も最寄り停留所として案内されている。

## 隣の駅
東京地下鉄（東京メトロ）
 東西線

■快速
通過
■通勤快速（中野方面のみ運転）・■各駅停車
東陽町駅 (T 14) - 南砂町駅 (T 15) - 西葛西駅 (T 16)